# Virke kyrka
Virke kyrka är sedan 2006 församlingskyrka i Kävlinge församling i Lunds stift. Kyrkan ligger i kyrkbyn Virke halvvägs mellan Kävlinge och Eslöv.

## Kyrkobyggnaden
På 1100-talet uppfördes en kyrka i romansk stil. Kyrkan var mycket liten och hade en klockstapel som revs 1830.
Nuvarande stenkyrka uppfördes 1862 i nygotisk stil, enligt arkitekt Per Ulrik Stenhammars ritningar, med trappgaveltorn och tresidigt kor. Samtidigt revs den gamla kyrkan.
Kyrkan har en stomme av natursten och tegel och består av ett långhus med en polygonal utbyggnad i öster. Vid långhusets västra sida finns ett vitt torn som ligger högt och syns vida omkring. Långhuset och tornet har sadeltak och östra utbyggnaden har ett pyramidtak som alla är belagda med skifferplattor. Torntaket har trappgavlar åt öster och väster.

## Inventarier
Från gamla kyrkan finns ett fåtal saker bevarade som, två malmljusstakar, ett dopfat av mässing från 1500-talet, en gravsten från 1528 som är uppsatt i nuvarande kyrka.
En gammal dopfunt av sandsten förvaras på Lunds universitets historiska museum. Nuvarande dopfunt är formgiven av Gustaf Widmark från Helsingborg och skänkt till kyrkan år 1957.
En kyrkklocka från år 1524 göts om år 1765 efter att ha ramlat ner vid en nyårsringning. Klockan var innan dess i dåligt skick och hade börjat spricka.

### Orgel
- 1764 byggde en okänd person en orgel i kyrkan med 8 stämmor.
- 1888 flyttades en orgel hit från Stora Harrie kyrka. Den var byggd 1823 av Carl Grönvall, Hyby.
- 1922 byggde A. Mårtenssons Orgelfabrik AB, Lund en orgel med 11 stämmor.
- Den nuvarande orgeln byggdes 1976 av J. Künkels Orgelverkstad AB, Lund och är en mekanisk orgel. Fasaden är från 1922 års orgel.

| Manual       | Pedal      | Koppel  |
| Gedackt 8´   | Subbas 16´ | Man/Ped |
| Rörflöjt 4'  |            |         |
| Principal 2' |            |         |
| Nasat 1 1/3' |            |         |

## Bildgalleri

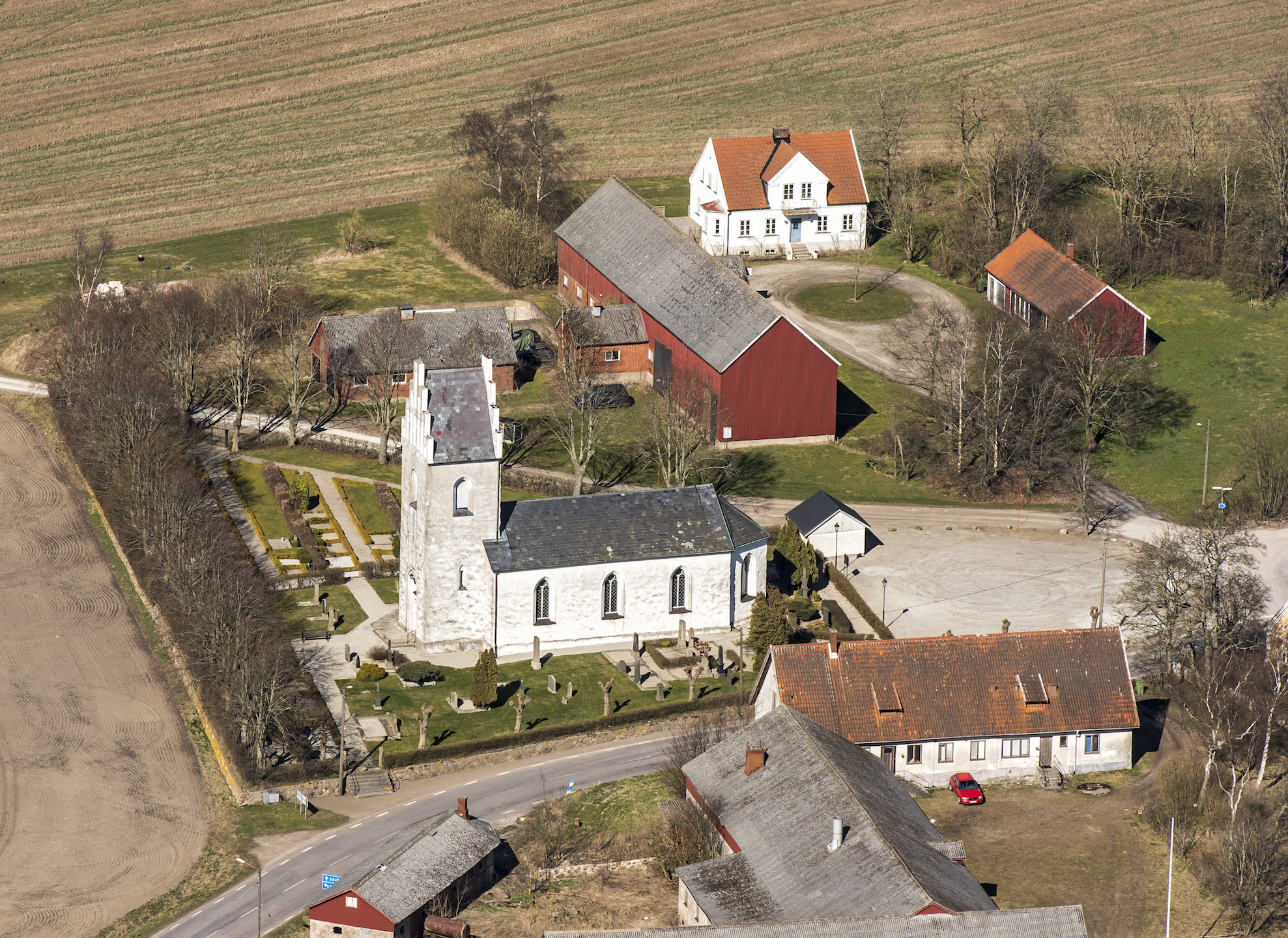
Flygbild
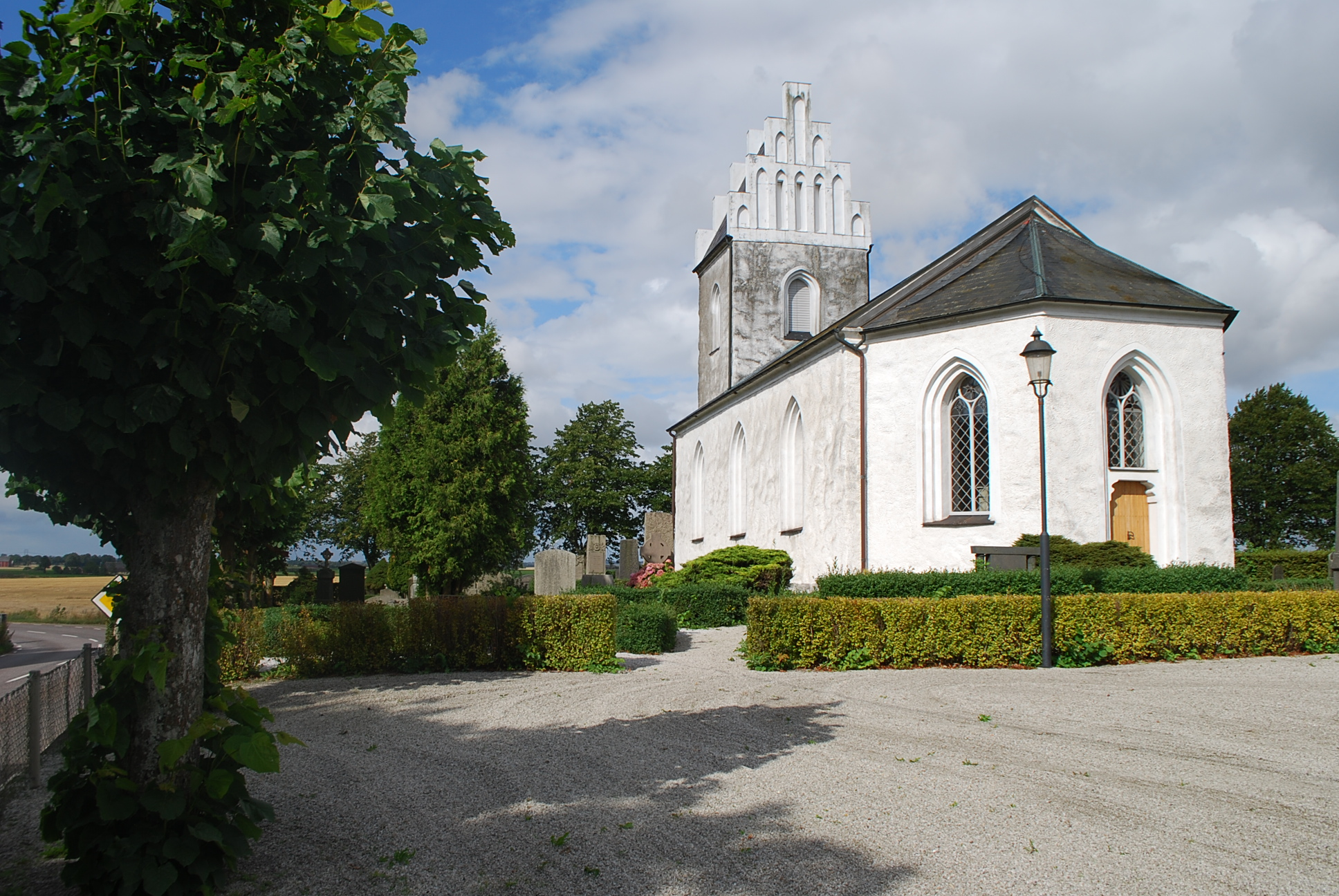
Kyrkan från öster
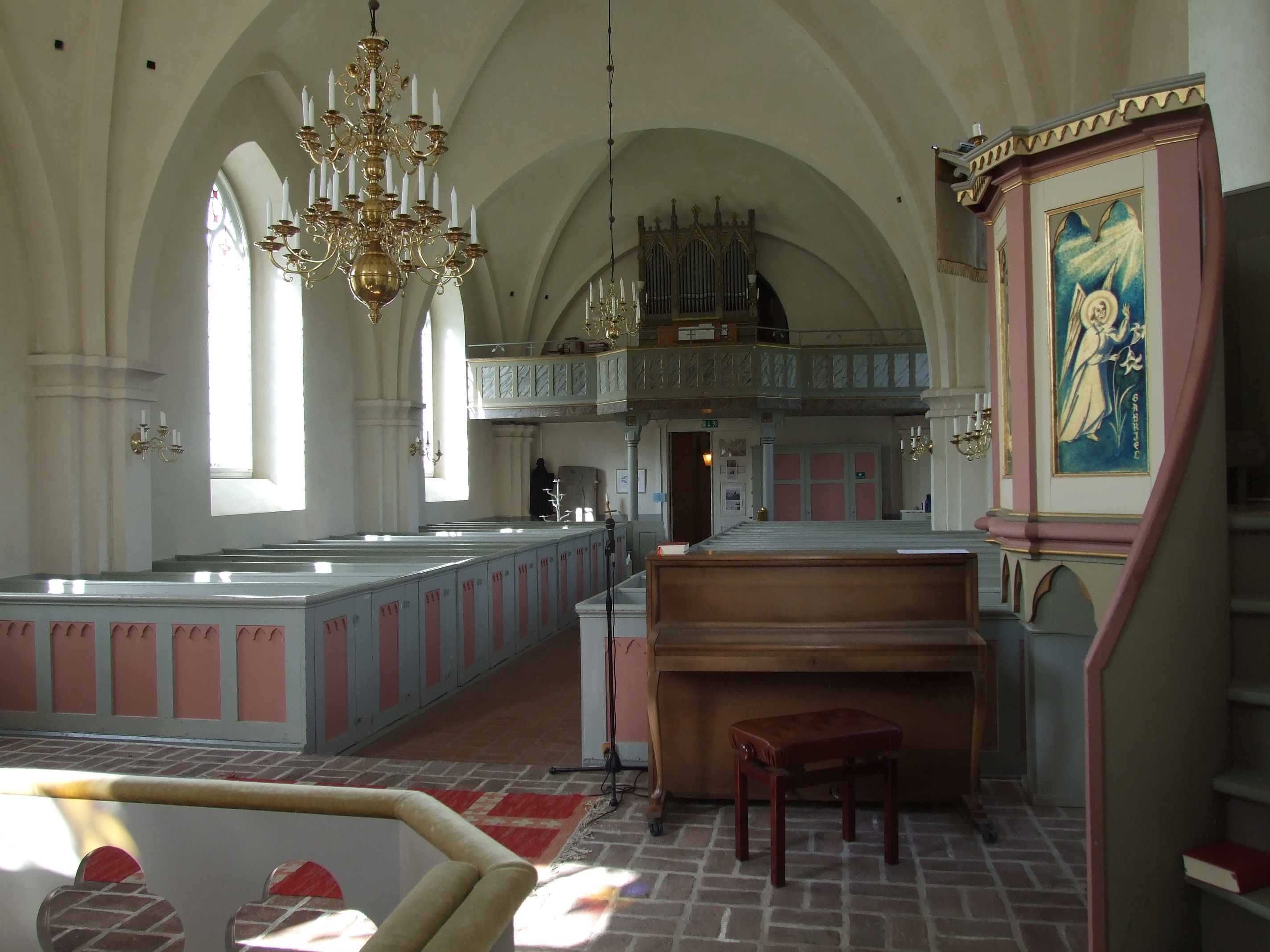
Kyrkorum mot väster
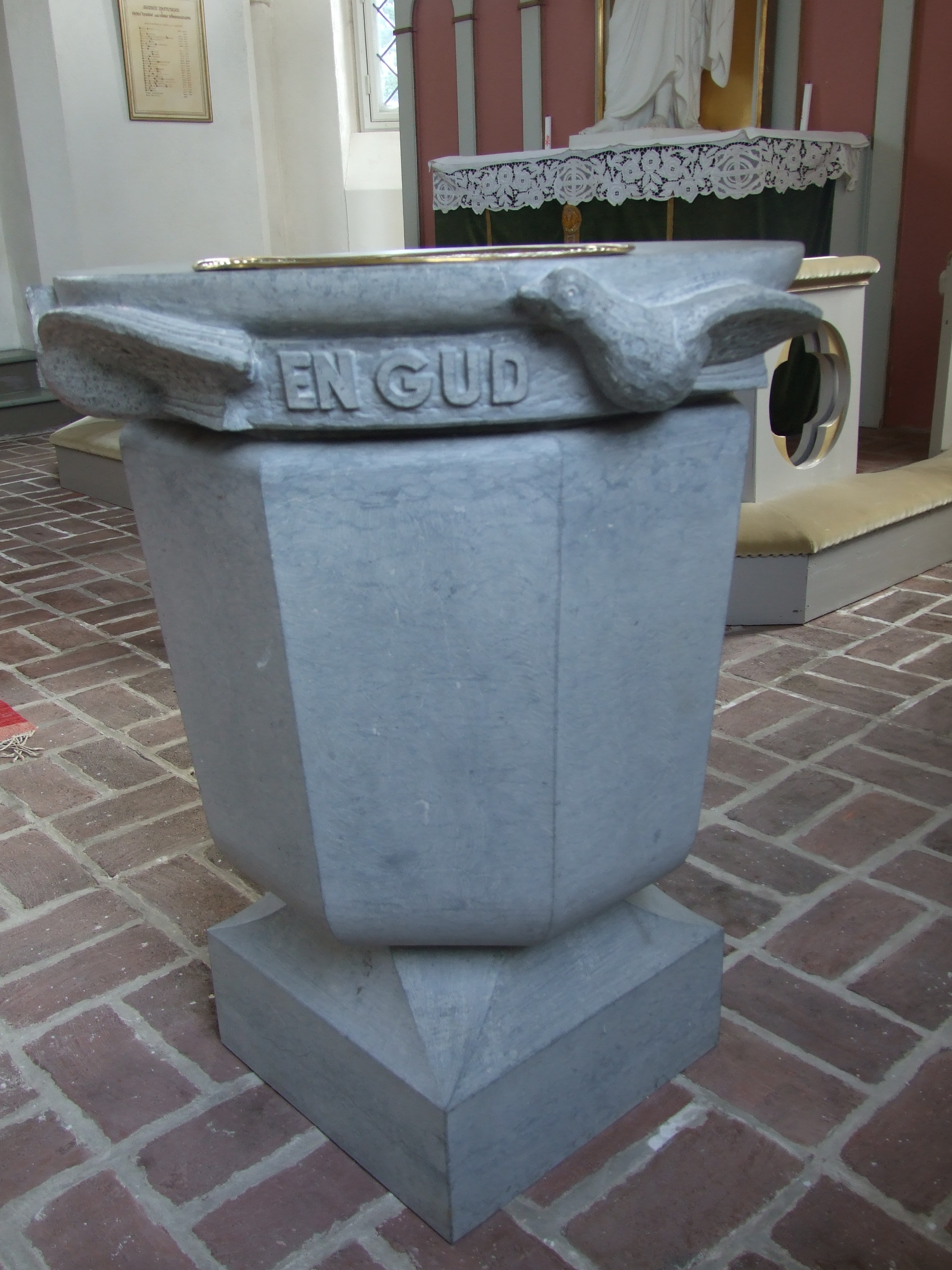
Dopfunt
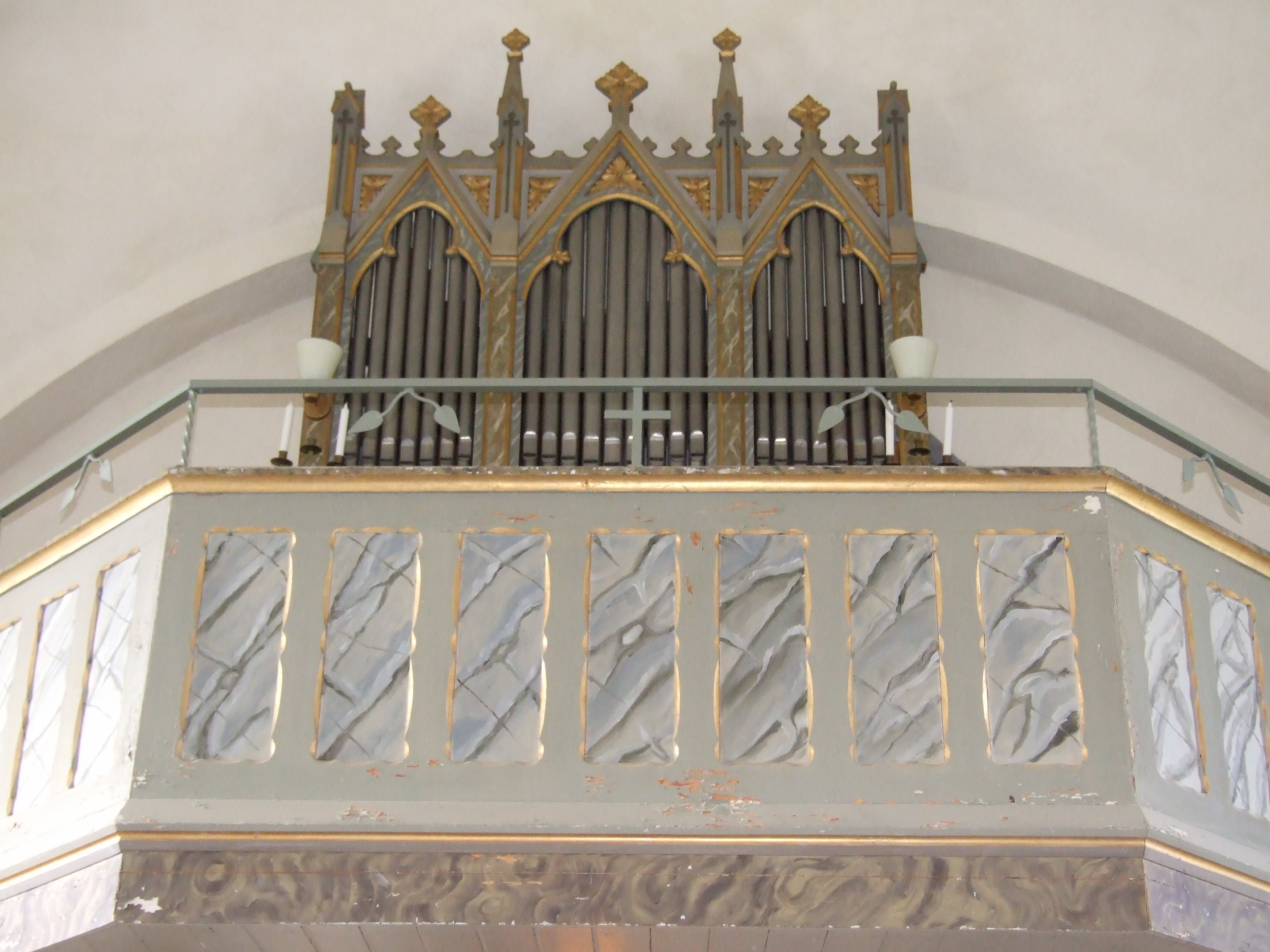
Läktarorgel